# Hôtel de ville de Paris

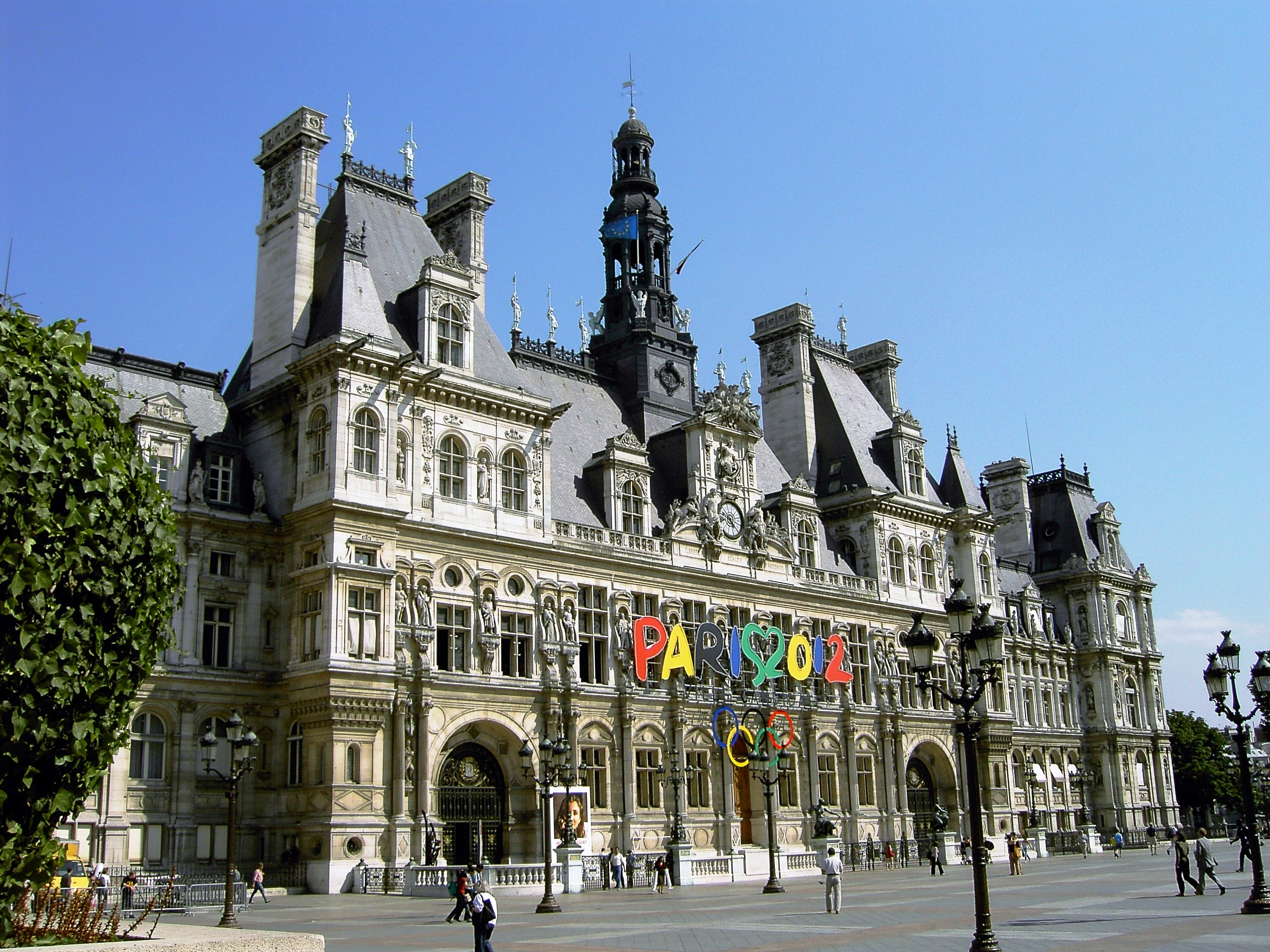
Radnice během kandidatury Paříže na XXX. letní olympijské hry

Hôtel de ville de Paris (česky Pařížská radnice) je oficiální název radniční budovy v centru Paříže, která je sídlem pařížské správy již od roku 1357. V budově je rovněž výstavní prostor, kde se pravidelně konají výstavy. Nachází se na pravém břehu řeky Seiny na náměstí Place de l'Hôtel-de-Ville ve 4. obvodu. Radnice se v dějinách města stala často dějištěm povstání a revolucí jako bylo povstání Étienna Marcela v roce 1358, Fronda (1648–1653), Červencová revoluce (1830), Únorová revoluce (1848), Pařížská komuna (1871), při které radnice vyhořela, i pařížské povstání (1944). Budova je od roku 1975 chráněná jako historická památka.

## Historie
Étienne Marcel získal dům s podloubím pro pařížskou obec v červenci 1357 a od té doby je centrem pařížských městských institucí. Budova sloužila i jako městská tržnice. Ve 13. století se městská obec scházela poblíž pevnosti Petit Châtelet na levém břehu v místě dnešní ulice Rue Soufflot a na počátku 14. století se přesunula na Montagne Sainte-Geneviève.
V 16. století italský architekt Boccador navrhl renesanční palác, který nahradil původní středověký dům. Výstavba začala v roce 1533 a byla dokončena až v roce 1628. V letech 1836–1850 proběhlo rozšíření budovy, při kterém byla zachována renesanční fasáda.
V době Pařížské komuny radnici podpálili komunardi během bojů v roce 1871. Budova vyhořela i s městským archivem. Zničena byla i městská knihovna, která shořela při požáru Justičního paláce na ostrově Cité. Budova byla obnovena v letech 1874–1882 podle plánů architektů Théodora Ballu a Édouarda Deperthese. Novorenesanční fasáda byla inspirována původní budovou.
Prostor před radnicí se již od středověku nazýval Place de Grève. 19. března 1803 byl přejmenován na Place de l'Hôtel-de-Ville a v roce 1982 se z něj stala pěší zóna.

## Seznam osobností na fasádě
Hlavní fasáda je zdobená sochami osobností, které měly vztah k městu Paříži (umělci, vědci, politici, průmyslníci aj.). Jejich seznam v abecedním pořadí:
- Jean le Rond d'Alembert
- Jean-Baptiste Bourguignon d'Anville
- Antoine Arnauld
- Jean Sylvain Bailly
- Claude Ballin
- Antoine-Louis Barye
- Pierre-Jean de Béranger
- Pierre-Antoine Berryer
- Jean-Baptiste Biot
- Nicolas Boileau
- Étienne Boileau
- Louis Antoine de Bougainville
- André-Charles Boulle
- Guillaume Budé
- Jean Bullant
- Armand-Gaston Camus
- Godefroi Cavaignac
- Jean Siméon Chardin
- Alexis Claude Clairaut
- Paul-Louis Courier
- Charles-François Daubigny
- Jacques-Louis David
- Alexandre-Gabriel Decamps
- Eugène Delacroix
- Hippolyte Delaroche
- Ambroise Firmin-Didot
- Charles Dumoulin
- Henri Estienne
- Léon Foucault
- Marie-Thérèse Rodet Geoffrin
- Jean Goujon
- Achille de Harlay
- Marie-Jean Hérault de Séchelles
- Ferdinand Herold
- Victor Jacquemont
- Nicolas Lancret
- Antoine Lavoisier
- Dominique de Cortone
- Charles Le Brun
- Henri-Louis Caïn
- André Le Nôtre
- Pierre Lescot
- Pierre de L'Estoile
- Eustache Lesueur
- Nicolas Malebranche
- François Mansart
- Pierre Carlet de Marivaux
- Jules Michelet
- François Miron
- Mathieu Molé
- Pierre de Montreuil
- Alfred de Musset
- Jean-Nicolas Pache
- Étienne Pasquier
- Charles Perrault
- Jean-Rodolphe Perronet
- Louis-Benoît Picard
- Jean-Baptiste Pigalle
- Germain Pilon
- Philippe Quinault
- Jean-François Regnard
- Henri Victor Regnault
- Richelieu
- Manon Roland
- Théodore Rousseau
- Silvestre de Sacy
- Louis de Rouvroy, duc de Saint-Simon
- Henri Sauval
- Eugène Scribe
- Michel-Jean Sedaine
- Germaine de Staël
- Eugène Sue
- François-Joseph Talma
- Jacques-Auguste de Thou
- Anne Hilarion de Costentin de Tourville
- Horace Vernet
- Abel-François Villemain
- Eugène Viollet-le-Duc
- Voltaire